# Vladimír Cifranič
Vladimír Cifranič (ur. 10 stycznia 1975) – słowacki piłkarz, grający na pozycji środkowego obrońcy. Wieloletni gracz klubu FC Koszyce, z którym dwukrotnie zdobywał Mistrzostwo Słowacji. Tytuł mistrzowski wywalczył również w barwach Sparty Praga. Uczestnik Ligi Mistrzów. Piłkarz ma na swym koncie także epizod w polskiej Ekstraklasie – w zespole Odry Wodzisław Śląski rozegrał jeden mecz ligowy. Ciężka kontuzja wyeliminowała go z dalszej gry w tym klubie.